# Council of Women World Leaders
Council of Women World Leaders är ett råd för kvinnliga stats- och regeringschefer. Rådet grundades 1996 av Vigdís Finnbogadóttir, Mary Robinson och Laura Liswood. Rådets uppgift är att mobilisera de högst uppsatta kvinnliga ledarna för att agera i frågor av betydelse för kvinnor. Nätverkets mål är att främja jämställdhet och öka antalet och synligheten av kvinnor som styr länder världen över.

## Medlemmar
- Madeline Albright, USA, grundare av ministerinitiativet
- Michelle Bachelet, president, Chile, 2006–10, 2014–
- Joyce Banda, president, Malawi, 2012–14
- Gro Harlem Brundtland, premiärminister, Norge, 1981, 1986–89 och 1990–96
- Micheline Calmy-Rey, president, Schweiz 2007, 2011
- Kathy Calvin, representant och president för United Nations Foundation  (eng)
- Suzanne Camelia-Römer, premiärminister, Nederländska Antillerna, 1993, 1998–99
- Kim Campbell, premiärminister, Kanada, 1993
- Violeta Barrios de Chamorro, president, Nicaragua, 1990–96
- Laura Chinchilla Miranda, president, Costa Rica, 2010–14
- Tansu Çiller, premiärminister, Turkiet, 1993–96
- Helen Clark, premiärminister, Nya Zeeland, 1999–08
- Paula Cox, premier, Bermuda, 2010–12
- Edith Cresson, premiärminister, Frankrike, 1991–92
- Luísa Dias Diogo, premiärminister, Moçambique, 2004–10
- Ruth Dreifuss, president, Schweiz, 1999
- Vigdís Finnbogadóttir, president, Island, 1980–96
- Julia Gillard, premiärminister, Australien, 2010–13
- Pamela F. Gordon premier, Bermuda, 1997–98
- Kolinda Grabar-Kitarović, president, Kroatien, 2015–20
- Dalia Grybauskaite, president, Litauen, 2009–
- Tarja Halonen, president, Finland, 2000–12
- Sheikh Hasina, premiärminister, Bangladesh, 1996–01 och 2009–
- Atifete Jahjaga, president, Kosovo, 2011–
- Ellen Johnson Sirleaf, president, Liberia, 2005–
- Emily de Jongh-Elhage, premiärminister, Nederländska Antillerna, 2006–10
- Cristina Fernández de Kirchner, president, Argentina, 2007–
- Mari Kiviniemi, premiärminister, Finland, 2010–11
- Jadranka Kosor, premiärminister, Kroatien, 2009–11
- Chandrika Kumaratunga, president, Sri Lanka, 1994–2005
- Doris Leuthard, president, Schweiz, 2010
- Maria Liberia-Peters, premiärminister, Nederländska Antillerna, 1984–86, 1988–94
- Laura Liswood, grundare och generalsekreterare  (eng)
- Gloria Macapagal-Arroyo, president, Filippinerna, 2001–10
- Mary McAleese, president, Irland, 1997–11
- Beatriz Merino, premiärminister, Peru, 2003
- Angela Merkel förbundskansler, Tyskland, 2005–
- Mireya Moscoso, president, Panama, 1999-04
- Maria das Neves, premiärminister, São Tomé och Príncipe, 2002–04
- Roza Otunbajeva, president,  Kirgizistan, 2010–2011
- Geun-hye Park, president, Sydkorea, 2013–
- Pratibha Patil, president, Indien, 2007–2012
- Kamla Persad-Bissessar, premiärminister, Trinidad och Tobago, 2010–
- Michèle Pierre-Louis, premiärminister, Haiti, 2008–09
- Kazimira Prunskienė, premiärminister, Litauen, 1990–91
- Iveta Radičová, premiärminister, Slovakien, 2010–12
- Mary Robinson, president, Irland, 1990–97
- Dilma Rousseff, president, Brasilien, 2011–
- Jenny Shipley, premiärminister, Nya Zeeland, 1997–99
- Jóhanna Sigurðardóttir, premiärminister, Island, 2009–13
- Portia Simpson-Miller, premiärminister, Jamaica 2006–07, 2012–
- Jennifer Meredith Smith premier, Bermuda, 1998–03
- Erna Solberg, statsminister, Norge, 2013–2021
- Hanna Suchocka, premiärminister, Polen, 1992–93
- Megawati Sukarnoputri, president, Indonesien, 2001–2004
- Helle Thorning-Schmidt, premiärminister, Danmark, 2011–2015
- Julia Tymosjenko, premiärminister, Ukraina, 2005, 2007–10
- Vaira Vike-Freiberga, president, Lettland, 1999–07
- Margot Wallström, Sverige, ansvarig för ministerinitiativet
- Eveline Widmer-Schlumpf, president, Schweiz, 2012
- Khaleda Zia, premiärminister, Bangladesh, 1991–96, 2001–06

## Avlidna medlemmar
- Corazon Aquino, president, Filippinerna, 1986–92, d. 2009
- Benazir Bhutto, premiärminister, Pakistan, 1988–90, 1993–96, d. 2007
- Sirimavo Bandaranaike, premiärminister, Sri Lanka 1960–65, 1970–77, 1994–2000, d. 2000
- Dame Eugenia Charles, premiärminister, Dominica, 1980–95, d. 2005
- Janet Jagan, president, Guyana, 1997–99, d. 2009
- Maria de Lourdes Pintasilgo, premiärminister, Portugal, 1979–80, d. 2004
- Margaret Thatcher, premiärminister, Storbritannien, 1979–1990, d. 2013